# مزرعة رأسية

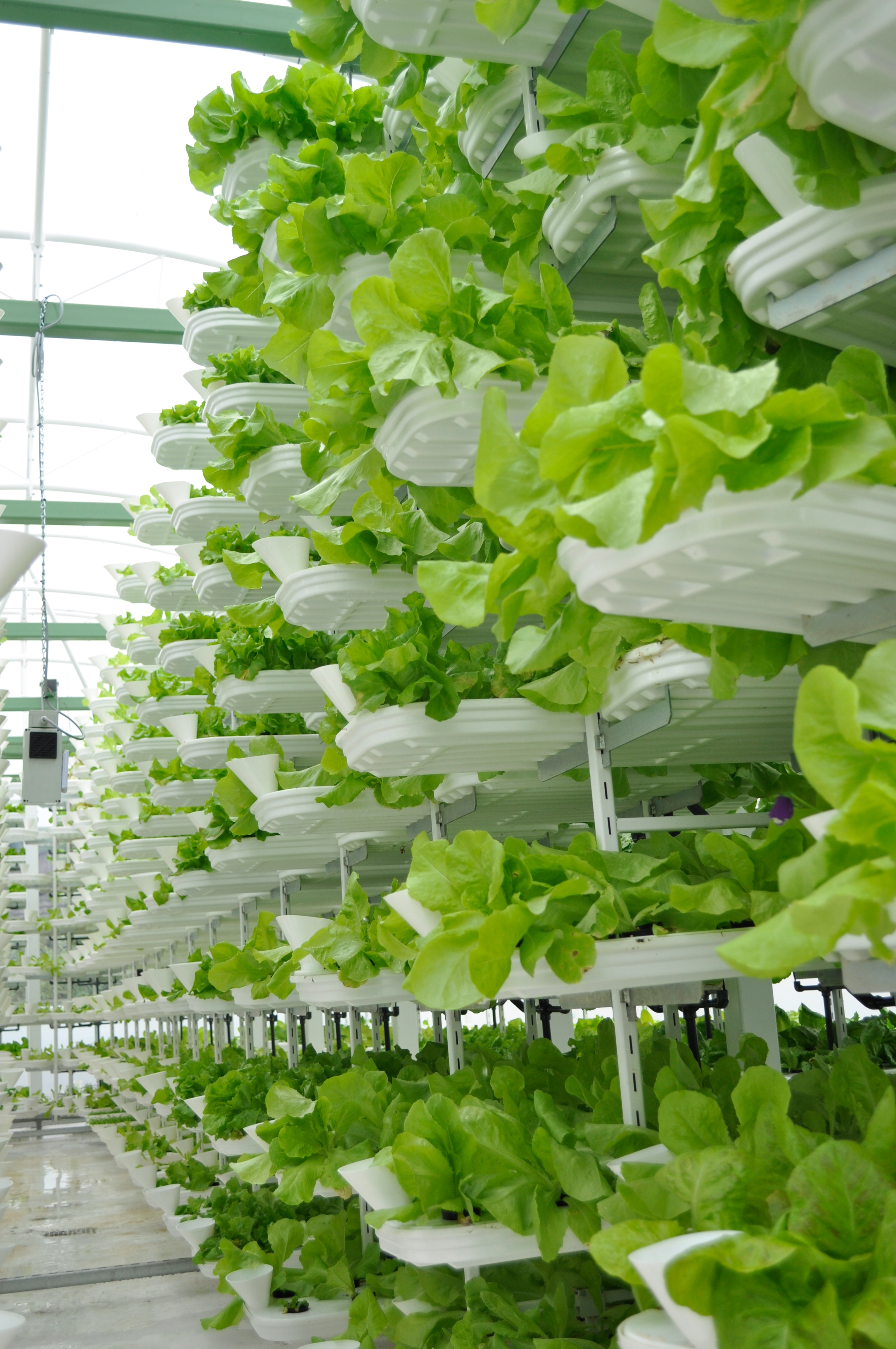
خس تم زراعته بأسلوب الزراعة العمودية داخل المباني.

المزرعة الرأسية أو الزراعة العمودية (بالإنجليزية: Vertical farming)‏ هي ممارسة إنتاج الغذاء والدواء في طبقات مكدسة رأسيًا، والأسطح المائلة عموديًا مع / أو مدمجة في بنايات أخرى (مثل في ناطحة سحاب أو مستودع مستعمل أو حاوية شحن). تستخدم الأفكار الحديثة للزراعة العمودية تقنيات الزراعة الداخلية وتقنيات الزراعة البيئية (CEA)، حيث يمكن التحكم في جميع العوامل البيئية. تستخدم هذه المرافق التحكم الاصطناعي للضوء والتحكم البيئي (الرطوبة ودرجة الحرارة والغازات) والتسميد. تستخدم بعض المزارع العمودية تقنيات مشابهة للدفيئات، حيث يمكن زيادة ضوء الشمس الطبيعي بواسطة الإضاءة الاصطناعية والعاكسات المعدنية.
يمكن إضاءة أنظمة الزراعة المائية بواسطة مصابيح LED التي تحاكي أشعة الشمس كما يمكن للبرمجيات التأكد من حصول جميع النباتات على نفس كمية الضوء والماء والمغذيات. الإدارات السليمة تعني أنه لا توجد حاجة لمبيدات.\

## الحديقة العمودية والمدن الكبيرة
فكرة الباحث ديكسون ديسبومير: مزارع-ناطحة السحاب في أثر بيئي = صفر لإعادة التدوير والإنتاج المحلي. مع التركيز على أزمة سوق المساكن.
لمحة عن المدن وأماكن مثل شيكاغو مانهاتن يمكن أن تتحول في وقت قريب من قبل إدخال المزرعة الرأسية، بالأحرى أبراج لإنتاج الأغذية الزراعية بتكلفة منخفضة وبأثر بيئي منخفض.
مباني يُربّى فيها الخنازير في الطابق الخامس، والدجاج في السادس والغنم في السابع (على سبيل المثال)، في الطوابق العليا تزرع الخضروات، والكروم، وجميع أنواع الخضار والنباتات التي تحتاج إلى الكثير من الماء للنمو. ليس فقط محاولة لإعطاء المدينة وسيلة لتأمين إمدادات الغذاء محليا وبطرق عضوية، وإنما أيضا استجابة للمشاكل البيئية في الوقت الحاضر.

### صفر اهدار
حسب مبادئ نفايات صفر "zero waste" فإن المزارع الرأسية تميل إلى الاستفادة القصوى من الموارد وإعادة استخدام النفايات. المياه المستخدمة في ري المحاصيل الموجودة على الطوابق العليا تسقط ببطء إلى الطوابق السفلى لري القمح والفواكة والخضراوات، بينما النفايات التي لا تستخدم كعلف للحيوانات في الطوابق السفلى تنتهي في قبو مع غيرها من النفايات العضوية، ليتم تحويلها إلى «كرات حيوية مضغوطة» ذلك من خلال أفران تعمل على الخلايا الشمسية. هذة الكرات تُستعمل كوقود لإنتاج الكثير من الطاقة، وفي نهاية المطاف تستخدم لتوليد الكهرباء من المبنى.
النفايات الأخرى يتم استخدامها، من خلال برنامج إعادة تدوير المواد. بخار الماء المنبعث من النباتات والحيوانات يُحول إلى مياه نقية والتي تُباع في المطاعم ومحلات السوبر ماركت الواقعة في الطوابق السفلى.
فكرة الزراعة السماوية، أخُتبرت حتى الآن في مباني قليلة في أريزونا وكاليفورنيا، ولكن أزمة الإسكان في الولايات المتحدة أعطت دعم غير متوقع لهذة الفكرة.
من بين المهندسين المعماريين المشهورين الذين جذبتهم الفكرة: الفرنسي بيار ساتروكس، الأميركي كريس جاكوبس، من أستراليا اوليفر فوستر، الكندي غوردون غراف والبولندي دانيل ليبسكيند. مشاريعهم خليط من النمط المعماري الذي يتراوح بين حدائق بابل المعلقة والمحيط الحيوي في صحراء أريزونا.
ولكن ليس الجميع متحمسين للفكرة، على سبيل المثال: لأرمان كاربونيل، مدير إدارة التخطيط الحضري لينكون من معهد سياسة الأراضي، «نحن على يقين، يقول كاربونيل، أن الطماطم لن يستطيعوا الفوز على البنوك في استئجار ناطحة سحاب في جنوب منهاتن».

## مزايا الزراعة الرأسية

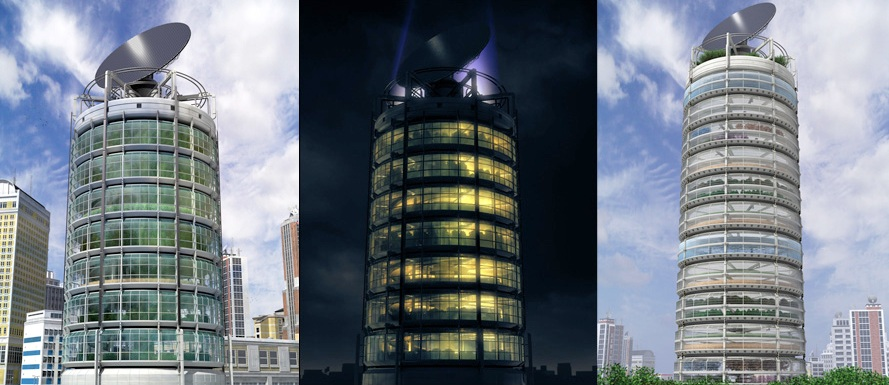
تصميمات مقترحة للمزارع الرأسية

- على مدار السنة لإنتاج المحاصيل؛ 1 فدان مغلق يعادل 4-6 فدان في الهواء الطلق أو أكثر، وهذا يتوقف على المحاصيل (مثلاً الفراولة: 1 فدان مغلق يساوي 30 فدانا في الهواء الطلق)؛
- ليس هناك علاقة بين المحاصيل الناجمة والجفاف، الفيضانات والآفات.
- الغذاء ينمو بشكل طبيعي دون أي مبيدات حشرية أو أسمدة.
- هذه الطريقة تمنع تقريبا الجريان السطحي الزراعي عن طريق إعادة تدوير المياه السوداء؛
- عودة الأراضي الزراعية إلى طبيعتها، واستعادة وظائف النظم الإيكولوجية؛
- يقلل بدرجة كبيرة من حدوث كثير من الأمراض المعدية التي يتم الحصول عليها من الزراعة البينية
- تحويل المياه الرمادية والسوداء إلى مياه صالحة للشرب عن طريق جمع المياه من البحر والنضح
- يضيف في مجال إلى الشبكة توليد الميثان من وقود مكون من سماد وأجزاء من النباتات والحيوانات غير الصالح للأكل
- يقلل بشكل كبير استخدام الوقود الأحفوري (ليس هناك الحاجة إلى جرارات زراعية ومحاريث، وشحن)؛
- تحويل الممتلكات المهجورة في المناطق الحضرية إلى مراكز الإنتاج الغذاء؛
- يخلق بيئة مستدامة للمراكز الحضرية؛
- يخلق فرص عمل جديدة
- تحسن الاقتصاد في المناطق الاستوائية وشبه الاستوائية
- يمكنها الحد من حالات الصراع المسلح على الموارد الطبيعية، مثل المياه والأرض الزراعية.

## تكنولوجيا
الزراعة الرأسية تعتمد على استخدام مختلف وسائل المادية لتصبح سارية المفعول. التكامل بين هذه التكنولوجيات والأجهزة هو ما يكون المزرعة الرأسية. أكثر التكنولوجيات المستخدمة في اطار البحث هي:
- الدفيئة
- الزراعة المائية
- سماد
- على ضوء النمو
- الضوئي
- سكايكرابر

## مواضيع ذات صلة
- قرية رأسية